# ARPANET

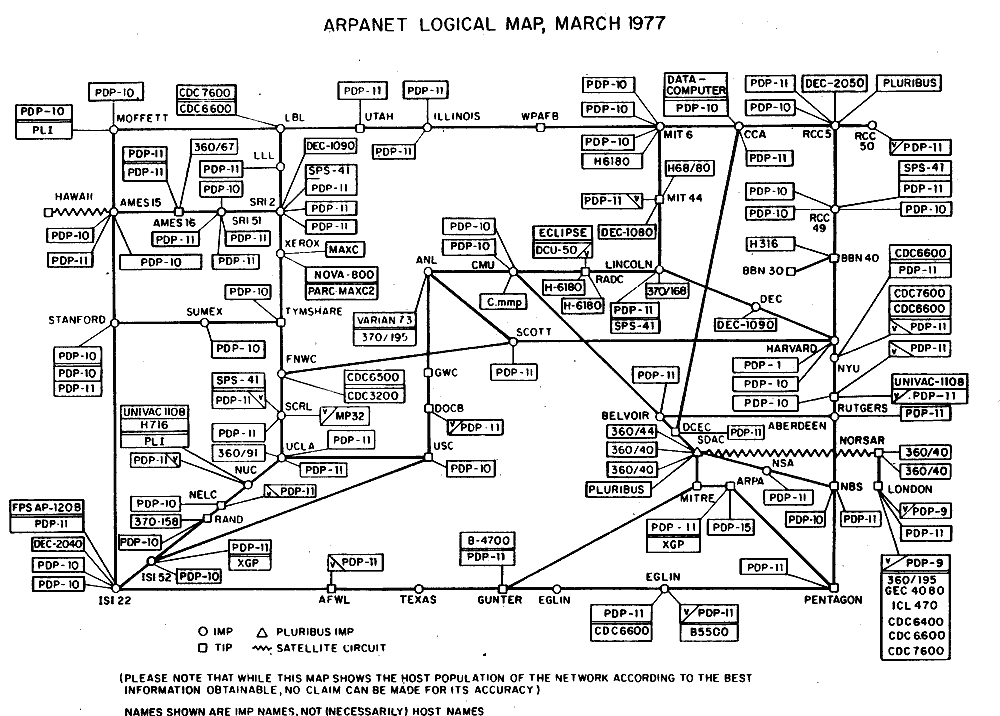
Логическая карта ARPANET, март 1977 года

ARPANET (от англ. Advanced Research Projects Agency Network) — компьютерная сеть, созданная в 1969 году в Управлении перспективных исследовательских проектов Министерства обороны США (DARPA) и явившаяся прототипом сети Интернет. 1 января 1983 года она стала первой в мире сетью, перешедшей на маршрутизацию пакетов данных. В качестве маршрутизируемого протокола использовался IP, который и по сей день является основным протоколом передачи данных в сети Интернет. Первоначально ARPANET была исследовательским проектом и соединяла лишь научные учреждения, однако в 1975 году была подключена к Агентству военной связи (Defense Communications Agency), были добавлены средства шифрования. ARPANET прекратила своё существование в июне 1990 года (оборонный сегмент был выделен в отдельную сеть MILNET ещё в 1983 году).

## История
В 1957 году в ответ на запуск советского спутника США создают Агентство передовых исследовательских проектов (DARPA). Усилия организации, направленные на исследования в области компьютерных технологий, возглавил Джозеф Ликлайдер (J.C.R. Licklider), который пришёл в ARPA из Bolt, Beranek and Newman (BBN) в октябре 1962 года. Обработка, хранение, передача информации выполнялись на перфокартах, что усложняло процесс исследований и расчётов, и первоначальная задача перед Ликлайдером стояла в изменении самого технологического процесса.
В 1968 году Министерство обороны США посчитало, что на случай войны нужна надёжная система передачи информации, и предложило разработать для этого компьютерную сеть. При ARPA был создан Офис методов обработки информации (Information Processing Techniques Office, IPT или IPTO). Разработка такой сети была поручена Калифорнийскому университету в Лос-Анджелесе, Стэнфордскому университету, Университету Юты и Калифорнийскому университету в Санта-Барбаре. Одновременно при Калифорнийском университете в Лос-Анджелесе (UCLA) создали Центр сетевых измерений. Большинство этих людей вошло в историю как пионеры Интернета: Винтон Серф (Vinton Cerf); Стефан Крокер (Stephen Crocker); Джон Постел (Jon Postel); Роберт Брадэн (Robert Braden), работник компьютерного центра UCLA; Мишель Вингфильд (Michael Wingfield), создавший первый интернет-интерфейс BBN 1822 (Спецификация взаимодействия между хост-компьютером и сетью ARPANET) для компьютера Xerox Data System Sigma7; и Дэвид Крокер (David Crocker), брат Стефана, разработавший стандарт электронной почты.
Всю первую половину 1969 года продолжались работы над иерархией протоколов передачи данных. Суть проблемы состояла в разделении на уровни взаимодействия частей компьютеров в сети: аппаратной, программной частей, уровень модема и т. д. Также система должна была поддерживать протокол удалённого доступа, запуска программ (telnet) и передачи файлов (ftp).
При инсталляции первых узлов сети, решено соединить те исследовательские центры, которые были активно вовлечены в создание ARPANET. Первое испытание технологии произошло 29 октября 1969 года в 21:00. Сеть состояла из двух терминалов, которые должны были быть максимально удалены друг от друга, чтобы проверить систему в максимальных режимах: первый терминал находился в Калифорнийском университете, а второй — на расстоянии 640 км от него — в Стэнфордском университете. На терминалах использовали 16-разрядные мини-компьютеры Honeywell DDP-316 с 12 кибибайтами ОЗУ, цифровые абонентские линии связи DS-0 ёмкостью 56 кбит/с были арендованы у телефонной компании AT&T, а протоколом для передачи сообщения был Interface Message Processor (IMP). Тестовое задание заключалось в том, что первый оператор вводил слово «login», являвшееся командой входа в систему, а второй должен был подтвердить, что он видит его у себя на экране. Подключение к удалённому компьютеру выполнял Чарли Клайн (Charley Kline) из Лос-Анджелеса, а в Стэнфорде принимал сообщение Билл Дювалль (Bill Duvall), подтверждавший передачу каждого символа по телефону. Первый эксперимент потерпел неудачу, — отобразились только буквы «l», «o» и сеть перестала функционировать. В 22:30 эксперимент был повторён и прошёл удачно.
Компьютерная сеть была названа ARPANET и в рамках проекта 5 декабря 1969 года объединила четыре научных учреждения: Калифорнийский университет в Лос-Анджелесе, Стэнфордский университет, Университет Юты и Калифорнийский университет в Санта-Барбаре. Все работы финансировались Министерством обороны США. Сеть начала активно расти и развиваться — её уже использовали учёные из разных областей науки, и к 1971 году были подключены ещё 15 терминалов.  В 1973 году через трансатлантический телефонный кабель к сети подключены первые иностранные организации из Великобритании и Норвегии. В 1977 году ARPANET состояла из 111 хост-компьютеров, а уже в 1983 году — из 4000, которые располагались на всей территории США, была налажена спутниковая связь с Гавайями и Европой. После перехода с протокола NCP на TCP/IP в 1983 году, термин Интернет закрепился за сетью ARPANET.
В 1971 году была разработана первая программа для отправки электронной почты по сети. Стоимость пересылки электронного письма составляла 50 центов.
В 1983 году Министерство обороны разделило ARPANET на две сети: ARPANET для исследований и MILNET для военного использования.
В 1984 году Национальный фонд науки США (NSF) основал свою обширную межуниверситетскую сеть NSFNet, состоящую из сетей меньше, например CSNET, Usenet и Bitnet, став конкурентом для ARPANET. В небольшой срок, число пользователей достигло десять тысяч, и уже эту сеть стали называть Интернетом.
2 ноября 1988 года ARPANET был заражён первым в мире сетевым червём — Червём Морриса, который парализовал работу шести тысяч интернет-узлов в США и принёс ущерб примерно в 96,5 миллионов долларов. Специалисты провели анализ программы, который не выявил ни логических бомб, ни каких-либо деструктивных функций, но одна логическая ошибка в коде привела к разрушительным последствиям. Сам же Роберт Моррис был приговорён к к трём годам условно, 10 тысячам долларов штрафа и 400 часам общественных работ. 
В 1989 году Интернет стал набирать обороты, всё больше сеть использовалась в коммерческих целях. К тому же NSFNet была ориентирована именно на научную аудиторию, эта научная сеть была быстрее ARPANET, в ней было больше компьютеров. В конце концов в ARPA решили отказаться от своего детища, успевшего просуществовать 22 года, а входящие в ARPANET компьютеры - передать NSFNet. Данную миссию, отключая один за другим от ARPANET компьютеры, совершил Марк Пуллен (Mark Pullen).

## Программное обеспечение и протокол
Отправной точкой для связи между хостом и хостом в ARPANET в 1969 году был протокол 1822, который определял передачу сообщений в IMP. Формат сообщения был разработан, чтобы работать однозначно с широким спектром компьютерных архитектур. Сообщение 1822, по существу, состояло из типа сообщения, числового адреса хоста и поля данных. Чтобы отправить сообщение данных другому хосту, передающий узел отформатировал сообщение данных, содержащее адрес хоста получателя и отправляемое сообщение данных, а затем передал сообщение через аппаратный интерфейс 1822. Затем IMP доставил сообщение на адрес назначения, либо доставив его на локально подключённый хост, либо передав его другому IMP. Когда сообщение было в конечном итоге доставлено на хост-получатель, принимающий IMP передаст подтверждение готовности к следующему сообщению (RFNM) отправляющему IMP хоста. В отличие от современных Интернет-дейтаграмм, ARPANET был разработан для надёжной передачи 1822 сообщений и для информирования главного компьютера, когда он теряет сообщение; современный IP ненадёжен, тогда как TCP надёжный. Тем не менее протокол 1822 оказался неадекватным для обработки нескольких соединений между различными приложениями, находящимися на главном компьютере. Эта проблема была решена с помощью программы сетевого контроля (NCP), которая предоставила стандартный метод для установления надёжных двунаправленных линий связи с контролируемым потоком между различными процессами на разных компьютерах. Интерфейс NCP позволил прикладному программному обеспечению подключаться через ARPANET путём внедрения высокоуровневых коммуникационных протоколов, раннего примера концепции иерархии протоколов, включённой в модель OSI. В 1983 году протоколы TCP / IP заменили NCP в качестве основного протокола ARPANET, и ARPANET затем стал одним из компонентов раннего Интернета.